# エタール環礁
エタール環礁（エタールかんしょう、英語: Ettal,Ettal）は太平洋西部カロリン諸島の環礁。ミクロネシア連邦チューク州に属している。
ノモイ諸島の環礁の一つであり、チューク環礁から250km南東に位置している。

## 地理
エタール環礁は17の島からなる小型の環礁である。多くの島はココヤシとパンノキが生えている。
主な島には最大のエタール島、2番目に大きいパラン島（Parang）、ウノン島（Unon）などであり、それぞれ環礁の南東、北部、西部に位置している。エタール島は2000年の国勢調査において267人の人口を持っている。

## 註
1. ↑  Statoids.com, retrieved December 8, 2010
2. ↑  Oceandots - Etal - ウェイバックマシン（2010年12月23日アーカイブ分）
3. ↑  National Geospatial-Intelligence Agency: Sailing Directions (enroute), Pub. 126, Pacific Ocean
4. ↑  Chuuk State Census Report, 2000